# Alchemilla panigrahiana
Alchemilla panigrahiana é uma espécie de rosácea do gênero Alchemilla, pertencente à família Rosaceae.